# Nerf naso-palatin
Le nerf naso-palatin (ou nerf sphéno-palatin interne de Hirschfeld ) est un nerf situé dans le crâne et une des branches du ganglion ptérygopalatin.

## Trajet
Le nerf naso-palatin est une branche du ganglion ptérygopalatin, prolongement du nerf maxillaire (nerf crânien V2 ), lui-même branche du nerf trijumeau.
Il pénètre dans la cavité nasale par le foramen sphéno-palatin accompagné par l'artère sphénopalatine. Il traverse le toit de la cavité nasale sous l'orifice du sinus sphénoïdal pour atteindre la cloison nasale.
Il s'étend ensuite obliquement vers le bas et vers l'avant entre le périoste et la membrane muqueuse de la partie inférieure de la cloison nasale. Il descend par le canal incisif jusqu'au palais dur.
Le nerf naso-palatin communique avec le nerf correspondant du côté opposé et avec le nerf grand palatin.

## Zone d'innervation
Le nerf naso-palatin innerve les structures antérieures du palais et partiellement la membrane muqueuse de la cloison nasale.

## Aspect clinique
Le nerf naso-palatin peut être anesthésié afin de réaliser un acte chirurgical du palais dur ou du palais mou.

## Histoire
Le nerf naso-palatin a été identifié pour la première fois par l'anatomiste italien Domenico Cotugno.

## Galerie

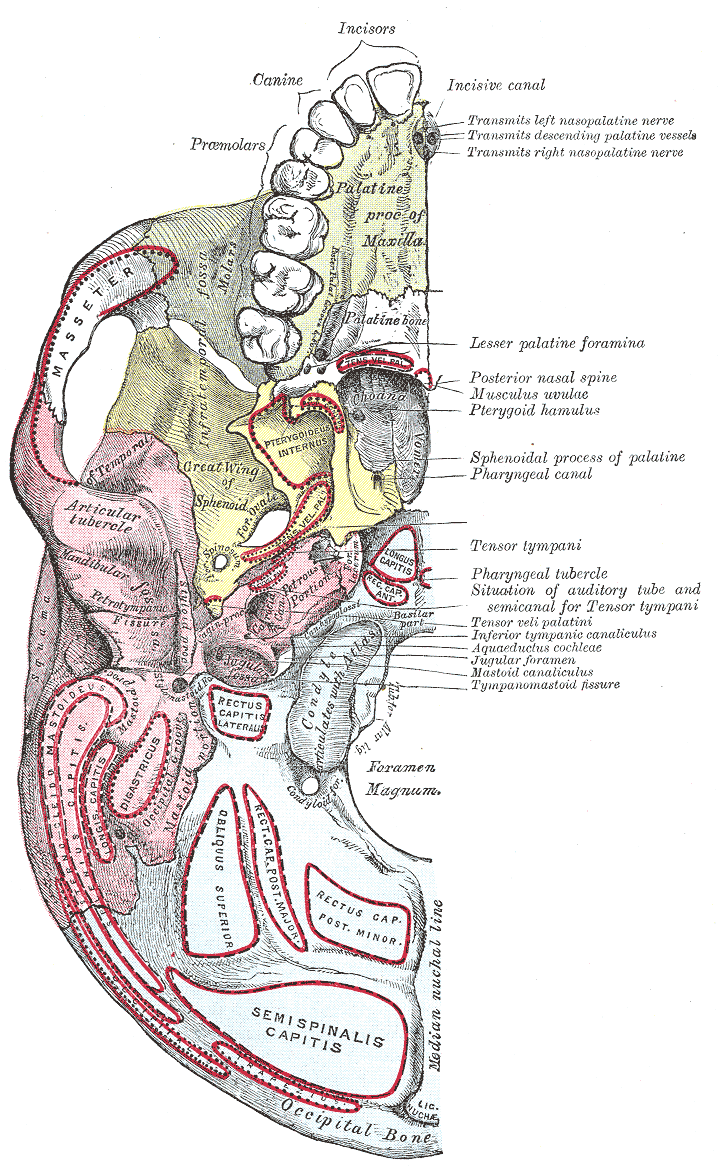
Base du crâne. Surface inférieure.